# 백변종

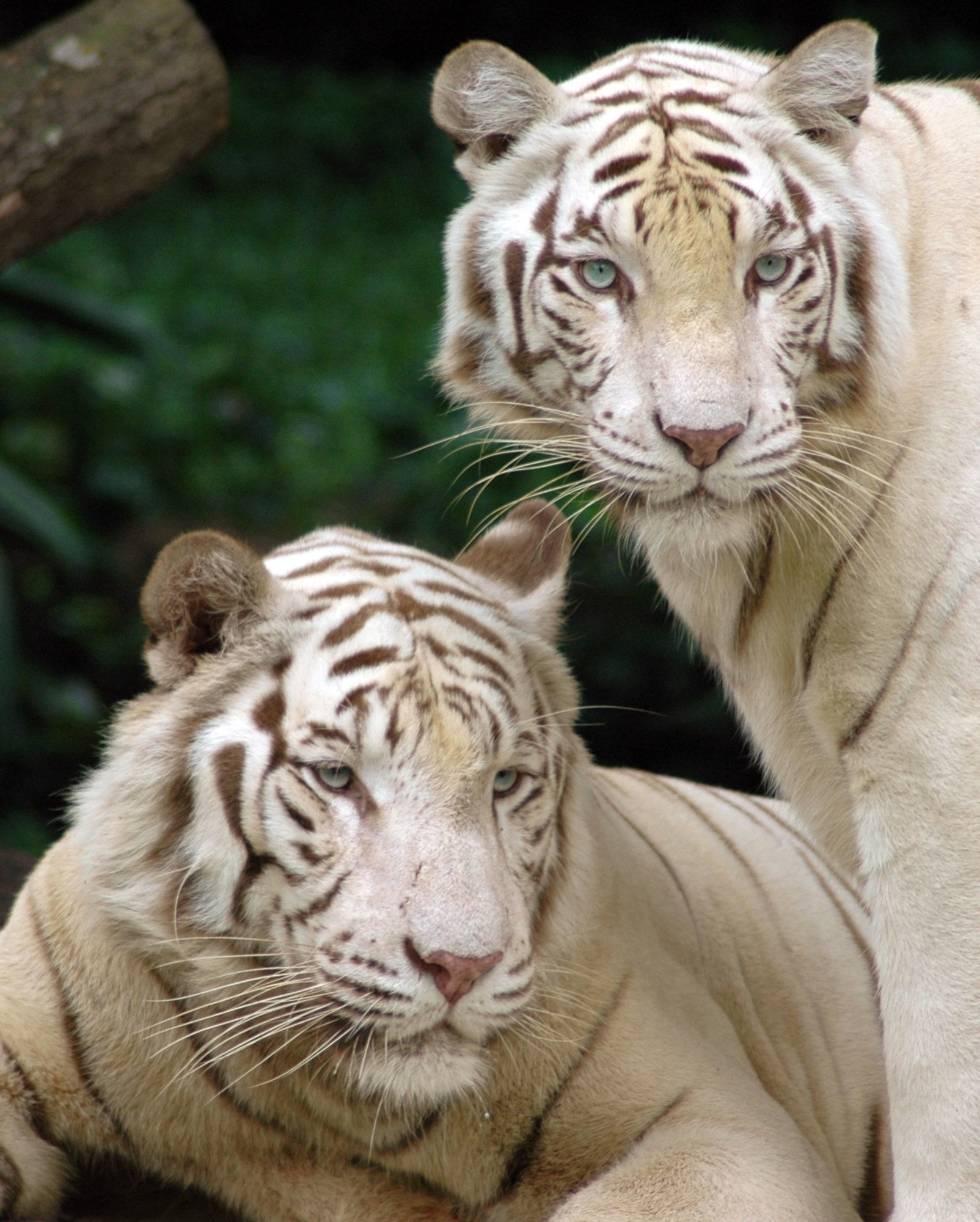
벤가르트라의 백변종, 백호

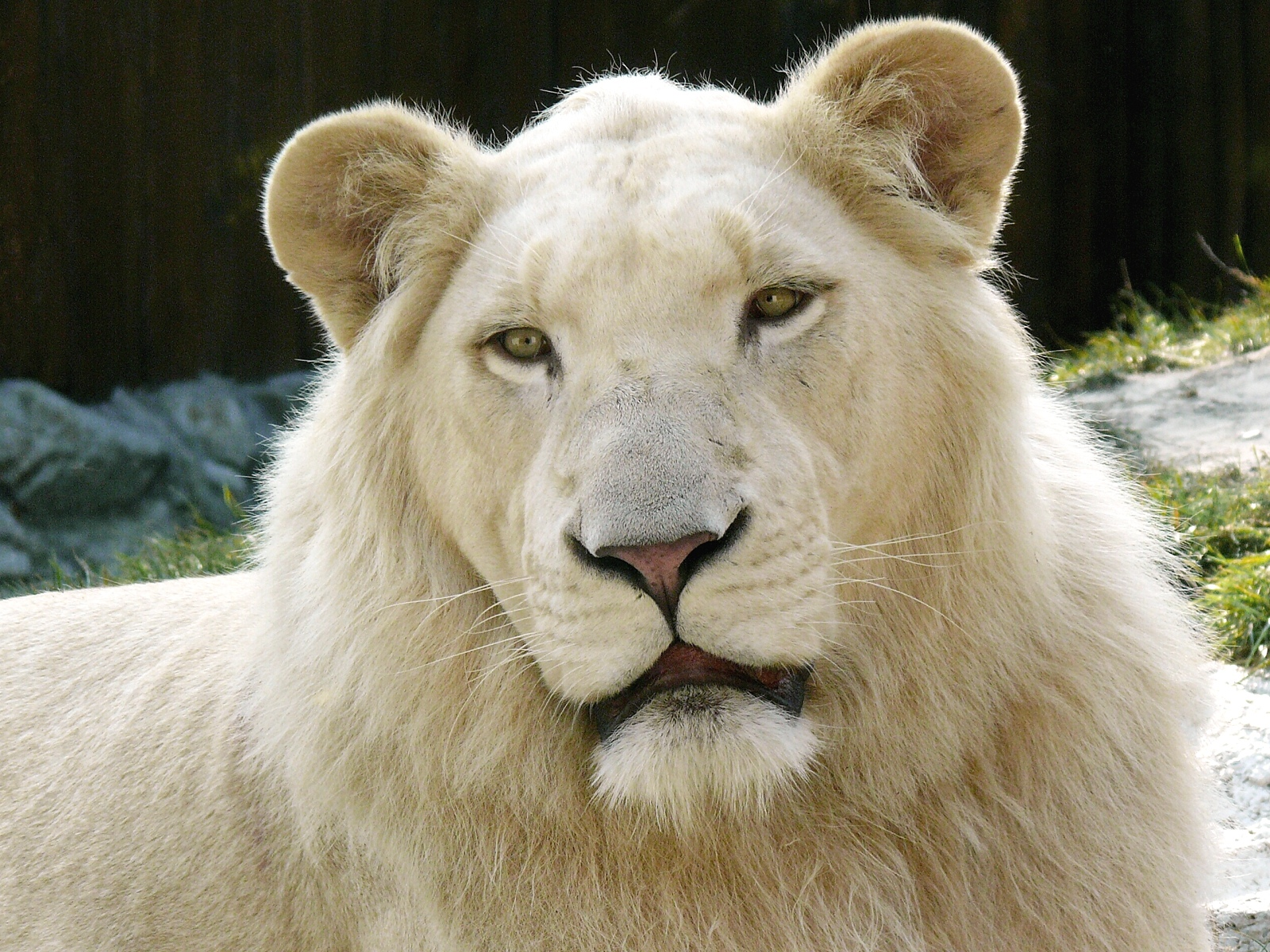
사자의 백변종, 백사자

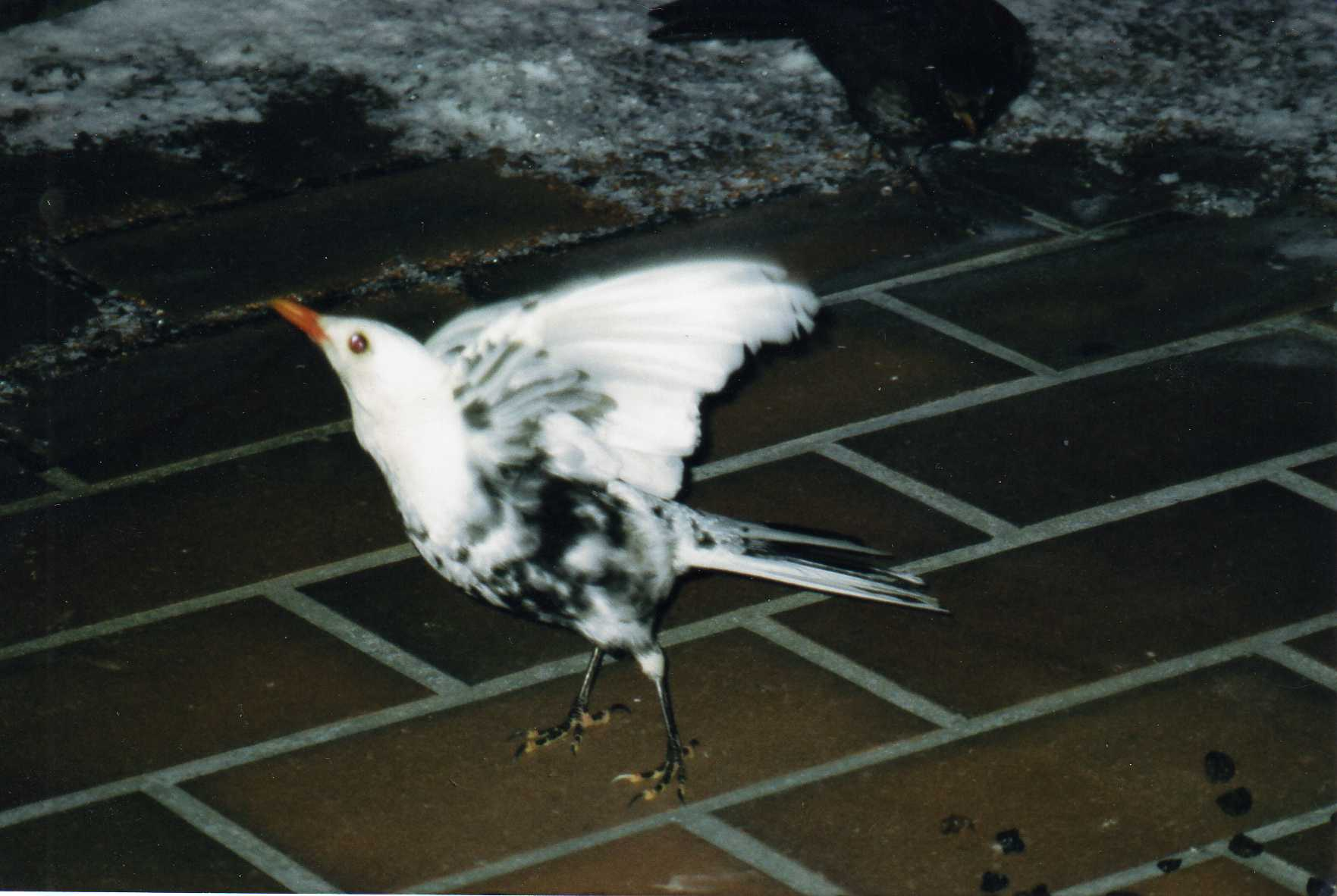
찌르레기

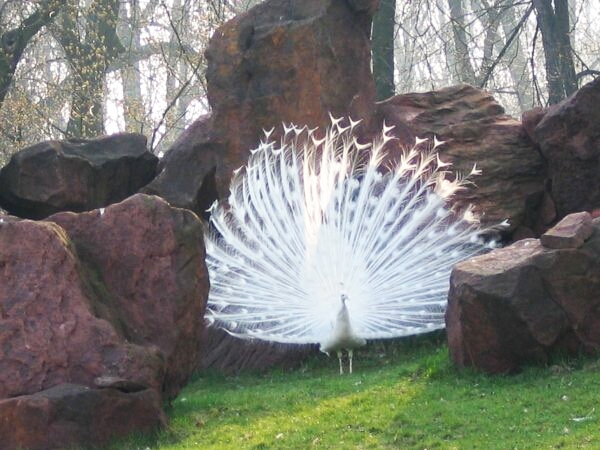
인도공작의 백변종, 백공작

백변종(Leucism, 白變種)은 색소의 감소에 의해 체모·깃털·피부 등이 백화한 동물의 개체를 말한다. 멜라닌과 관계되는 유전 정보의 결손에 의해 백화한 백색증과는 다르다. 대표적인 흰색 변종으로서는 남아프리카에서 야생으로의 생존이 확인되고 있는 백사자나, 인도의 백호가 유명하다.
종래, 백변종은 돌연변이에 의해서 탄생한 희소종이라고 생각해 왔다. 그 때문에, 아프리카의 사자나 아시아의 호랑이, 혹은 미국의 버팔로를 시작으로 하고, 희소종·신성한 동물로서 우러러 왔다. 그러나 흰 동물의 개체 그 자체는 포유류(호랑이·라이온 외, 늑대·여우·너구리·북극곰 이외의 곰·물소·하마 등, 다종으로 확인되고 있다)·파충류(악어·뱀·도마뱀 등으로 확인되고 있다)·조류(공작·독수리·부엉이·갈매기 등, 매우 다종으로 백화한 개체가 존재한다) 등, 모든 척추동물에게 넓게 존재가 확인되고 있기 때문에 현재는 백변종에 관련되는 유전 정보는 생물에게 있어서 정상적이고 기본적인 것이라고 생각할 수 있게 되었다. 또, 북극곰·북극여우·백조 등, 생식 환경의 영향으로부터 백변종이 집단의 중심이 되고 있는 것도 있다.
백변종이 태어나는 이유에 대해서는 제설이 존재했지만, 현재는 빙하기와 간빙기를 반복해 온 지구 환경을 살아 남은 현존의 생물에게 있어서, 빙하기에는 보호색이 되는 백변종은 원래 생물이 살아 남기 위해서는 매우 유리한 기본적 자질이었다고 생각할 수 있기 때문에 현재도, 생물이 백화하는 유전 정보는 기본적인 유전자로서 생물에게 면면히 계승해지고 있다고 생각되고 있다.
백변종은 외관으로부터 자주 백색증과 혼동 되지만, 유전학적·생리학적으로도 이 양자는 완전히 이질의 것이다. 백변종의 멜라닌 세균이 고분자물질을 생합성하는 능력은 정상적이기 때문에, 백색증의 동공이 붉게 틈이 날 수 있는데 비해, 백변종의 동공은 검다.

## 같이 보기
- 백피 (leukoderma)
- 백색증 (albinism)
- 루시즘 (leucism)